# 前島宗祐
前島 宗祐（まえじま そうゆう、生没年不詳）は、室町時代後期、16世紀半ばから後半活躍した狩野派の絵師。生没年・出自などいずれも不詳。

## 略伝
畿内で活躍した狩野派主筋と異なり、関東で活動した「小田原狩野派」の代表的な絵師であり、後北条氏お抱えの画工だったとされる。関東の狩野派画人の中では、最も本格的に狩野元信の絵画様式を踏襲しており、その骨法の確かさから元信の直弟子だった可能性が高い。少し前までは狩野玉楽と同一人物とされていたが、現在は別人とされる。
作品は、山水、人物、花鳥など20点余り確認されており、楷体の作例が圧倒的に多い。作画期は、印章から三期に分類出来る。初期は、元信様式を基調としながらも狩野正信を意識した情趣漂う古朴なものであるが、中期には元信様式が全面に現れ、後期には、元信様式が硬質化したような謹直な画風に変わっていく。
宗祐がもたらした元信の画法は、関東の画壇に何らかの影響を与えたらしく、反対に、宗祐も関東土着の画風に影響を受けた作品を残している。

## 代表作
- 鶏頭小禽図（東京・大倉集古館）一幅 紙本着色 重要美術品
- 高士観瀑図（東京・静嘉堂文庫美術館）一幅 紙本墨画淡彩 重要美術品
- 山水図（静嘉堂文庫美術館）三幅 紙本墨画淡彩
- 山水図（静嘉堂文庫美術館）一幅 紙本墨画淡彩
- 四季耕作図屏風（神奈川県立歴史博物館）六曲一隻 紙本墨画淡彩
- 琴棋書画図（個人蔵）六曲一双 紙本墨画淡彩金泥引
- 茄子に虫図（大阪・正木美術館）一幅 紙本着色
- 山水図（ベルリン国立東洋美術館）一幅 紙本墨画淡彩
- 山水図（カンザスシティ・ネルソン・アトキンス美術館）一幅 紙本墨画淡彩
- 山水図（ニューヨーク・メトロポリタン美術館）一幅 紙本墨画淡彩
- 山水図（ドラッカーコレクション）一幅 紙本墨画淡彩

## 参考資料
- 相澤正彦、橋本慎司『関東水墨画 型とイメージの系譜』国書刊行会、2007年。